# Mapei Stadium - Città del Tricolore
Il Mapei Stadium - Città del Tricolore, nato Stadio Giglio e successivamente rinominato Stadio Città del Tricolore, è un impianto sportivo italiano che sorge a Reggio Emilia.
Costruito per conto del club calcistico della Reggiana (primo esempio di stadio di proprietà in Italia nel dopoguerra) a partire dall'agosto 1994 e ultimato ad aprile 1995, sorge in località Mancasale, a due chilometri dal centro della città; originariamente impianto interno delle gare della società committente, ospitò anche incontri di rugby internazionale e di Pro14.
Oggetto di una serie di passaggi di proprietà a seguito delle vicissitudini finanziarie che coinvolsero la Reggiana, dopo un periodo in gestione al tribunale fallimentare di Reggio Emilia fu rilevato nel 2013 dalla Mapei, impresa titolare e principale sponsor del Sassuolo.
La struttura è adibita anche alle gare interne della rinnovata Reggiana, e, in passato, di quelle del Carpi nel 2011-12 nonché delle gare interne di Europa League dell'Atalanta tra il 2017 e il 2018 e per alcune gare interne del campionato 2018-19.
Fu scelto anche per ospitare la finale della Champions League femminile 2015-16 e, in ambito nazionale, le finali di Supercoppa italiana 2020 e Coppa Italia 2020-21.
Lo stadio non ha pista d'atletica e presenta tutti posti a sedere; entrambe le tribune sui lati lunghi del campo sono coperte.

## Storia

### Progetto e realizzazione
Ubicato nella periferia settentrionale di Reggio Emilia, l'impianto sostituiva l'obsoleto Mirabello, non più ampliabile in quanto posizionato nel centro cittadino e causa di disagi ai residenti.
Fautore principale del progetto, i cui lavori iniziarono il 5 agosto 1994, fu l'allora amministratore delegato della Reggiana Franco Dal Cin.
Lo stadio costò circa 25 miliardi di lire dell'epoca (circa 12500000 euro), in parte versati da Consorzio 2000 e dalla consociata Unieco, e altri 8 messi a disposizione tramite una formula mai adottata in precedenza, ovvero il finanziamento popolare da parte di 1026 tifosi VIP del club che sottoscrissero altrettanti abbonamenti pluriennali.
Il committente, la Mirabello 2000, affidò il progetto agli architetti Aldo Pavoni e Carlo Minem.
A questi si aggiunse, inoltre, il contributo, sottoscritto sotto forma di naming right, della principale azienda lattiero-casearia di Reggio Emilia, la Giglio, da cui il primo nome dello stadio.
Lo stadio fu completato in circa otto mesi.

### La fase operativa
Una volta completato, il "Giglio" presentava numerose innovazioni che solo in seguito sarebbero state adottate su larga scala: all'ingresso dell'impianto erano stati infatti installati dei tornelli (tuttavia rimossi poco dopo in quanto giudicati pregiudizievoli dell'incolumità degli spettatori) mentre all'interno era attivo un sistema di televisione a circuito chiuso.
Le panchine, riscaldate, erano dotate di telefono interno e display televisivo nonché una moviola.
Gli apparecchi televisivi figuravano anche in tribuna, equipaggiata in alcuni settori con dei minibar, e inoltre era stato studiato un nuovo sistema di vendita dei biglietti, simile alla futura tessera del tifoso.

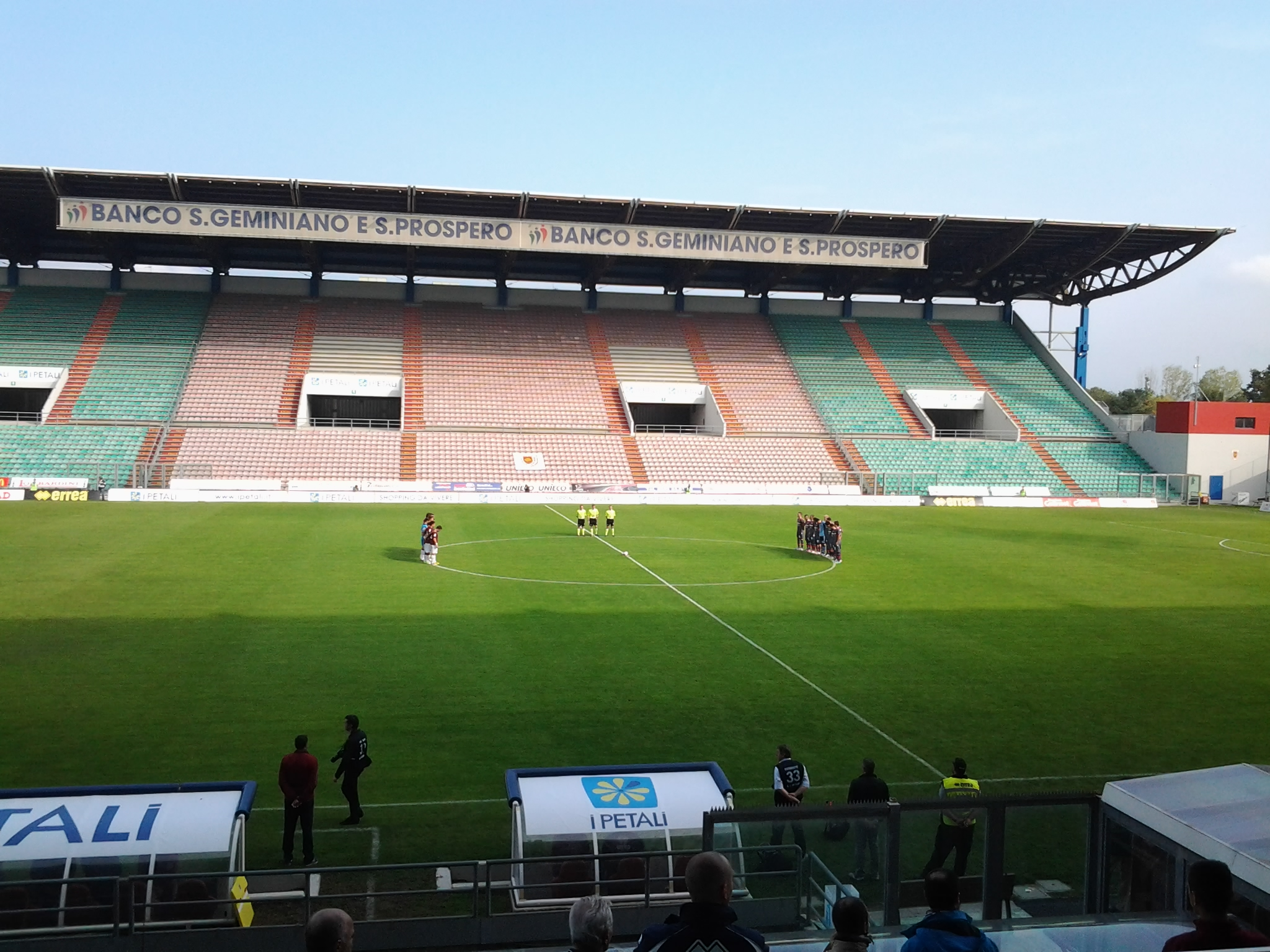
Il settore Distinti nel 2012 durante un'amichevole Reggiana –

L'agibilità dello stadio fu concessa ad aprile 1995 e il 15 di quel mese avvenne l'inaugurazione ufficiale in occasione dell'anticipo al sabato dell'incontro di campionato tra Reggiana e Juventus, sia pure con una capienza ridotta, per motivi di sicurezza, a 24500 posti rispetto ai 30000 di cui l'impianto era capace.
Il club torinese vinse 2-1 e il primo marcatore ufficiale nell'impianto fu Roberto Baggio, autore di entrambe le reti della sua squadra, che al sesto minuto di gioco, su rigore, portò in vantaggio la Juventus 1-0; il primo reggiano a marcare fu invece Michele Padovano che, sempre su rigore, realizzò al ventiseiesimo minuto il goal del temporaneo 1-1.
Il 15 novembre successivo il "Giglio" ospitò il suo primo appuntamento calcistico internazionale, l'incontro di chiusura del girone di qualificazione all'europeo di calcio 1996 tra Italia e Lituania, vinta 4-0 dagli Azzurri.
Fuori dagli impegni interni della Reggiana, il "Giglio" fu usato anche come sede di vari incontri di spareggio: al termine della stagione 1996-97 vi si disputò la finale dei play-off di serie C2 tra Livorno e Maceratese vinto 3-0 dai toscani che guadagnarono così la promozione in serie C1; un anno più tardi ospitò il barrage di serie B per la promozione in Serie A tra Torino e Perugia, vinto ai calci di rigore da quest'ultima per 6-5 davanti a 19614 spettatori.
A novembre 2004 l'impianto affrontò modifiche rispetto alla configurazione iniziale per l'esecuzione dei lavori collegati al progetto di un nuovo centro commerciale sorto nell'area, chiamato I Petali.
A seguito di tali lavori nacque un centro ludico-commerciale integrato che comprende, oltre allo stadio, anche negozi e servizi per il tempo libero.
La realizzazione di tale manufatto, che comportò un restringimento delle curve e dei distinti, provocò la riduzione da circa 30000 spettatori a 25859, numero ulteriormente contratto a 20084 per gare calcistiche.
Nel 2005 terminarono i diritti di naming da parte della Giglio, anche se per 7 ulteriori anni lo stadio continuò a mantenere tale nome.

### Il fallimento della Reggiana e i cambi di proprietà

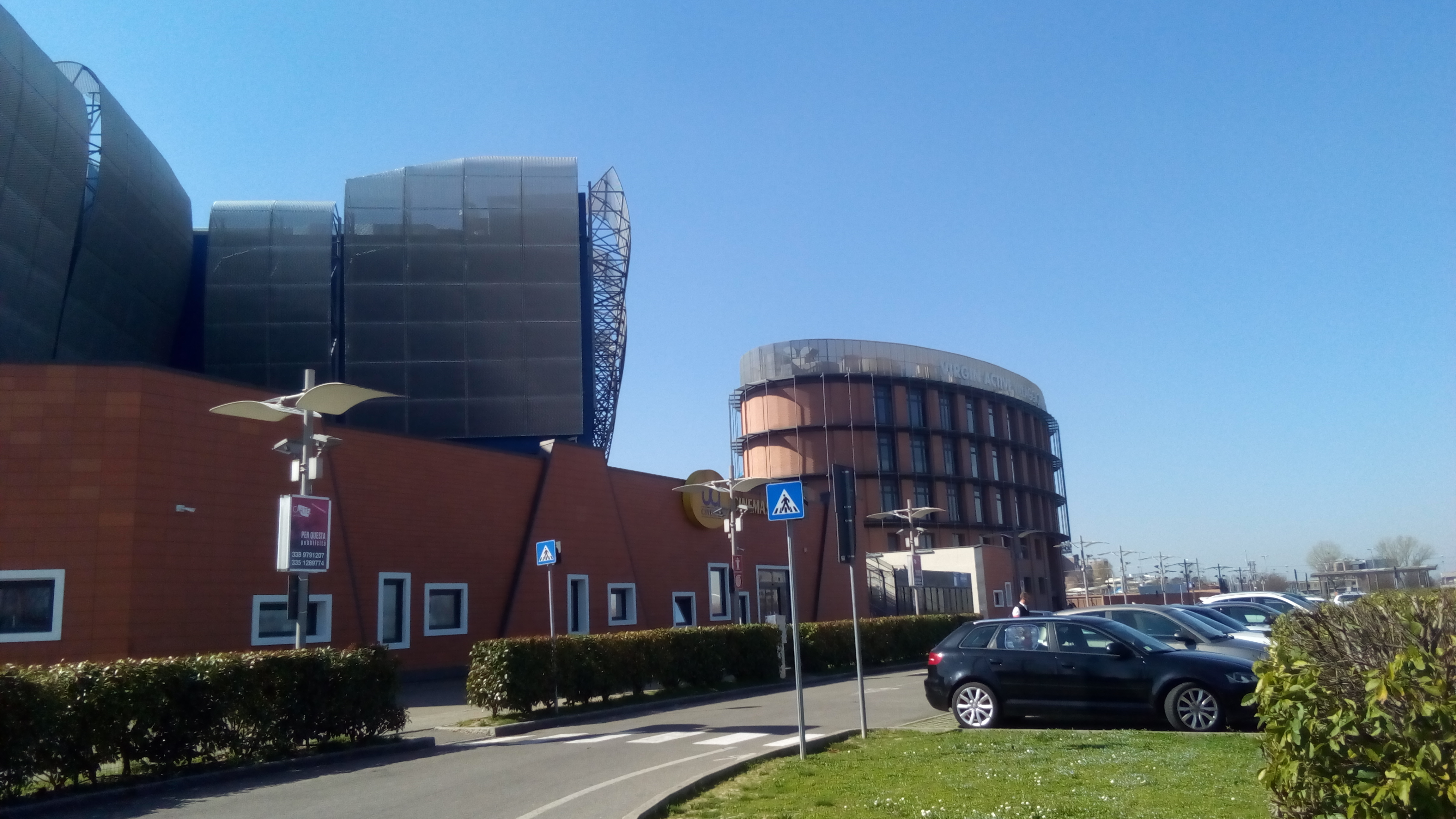
Il centro commerciale I Petali annesso allo stadio

Il 13 luglio 2005 la Reggiana fu dichiarata fallita dal tribunale cittadino e analoga sorte toccò il 29 marzo 2006 alla sua controllata Mirabello 2000, società committente e proprietaria dello stadio, insolvente per 700000 euro di debiti verso il Comune.
Il "Giglio", insieme a tutti gli altri beni delle società fallite, fu quindi affidato al liquidatore Adolfo Barbieri, che decise la messa all'asta per recuperare risorse a favore dei creditori; infruttuoso fu il tentativo del Comune di Reggio Emilia di far valere una clausola della convenzione stipulata nel 1995 con Mirabello 2000, che le assegnava la proprietà dell'impianto in caso di mancato rispetto della concessione della società costruttrice.
Nelle more dell'assegnazione all'asta, nel 2008 lo stadio fu sottoposto a lavori d'ammodernamento per adeguarsi alle nuove disposizioni di legge sulla sicurezza negli stadi varate dal governo, con l'aggiunta di tornelli e pre-filtraggi agli ingressi.
Il 22 novembre di quello stesso anno il "Giglio" ospitò il suo secondo incontro internazionale, un test match tra l'Italia del rugby e i Pacific Islanders, che vinsero 25-17 davanti a 13525 spettatori.
Il 18 marzo 2010 fu indetta la prima asta che partiva da una base di sei milioni di euro.
La gara andò deserta e la mancanza di possibili acquirenti indusse Barbieri a non organizzarne, nell'immediato, una seconda.
Nel 2010 lo stadio tornò a una capienza di circa 20000 posti e, nella stagione 2011-12, la Reggiana subaffittò per circa 8000 euro a partita la propria concessione al Carpi, club con cui condivise l'impianto per tutto il campionato
L'11 marzo 2012 lo stadio fu ufficialmente ribattezzato Città del Tricolore nonostante le rimostranze della proprietaria del marchio Giglio, la reggiana Newlat, che sosteneva di vantare un diritto al nome fino al 2044 (adducendo come giustificazione un accordo che legava il marchio alla durata della convenzione cinquantennale a partire dal 1994); diversa la posizione del Comune, il quale sostenne altresì che, essendo il diritto di naming scaduto nel 2005 e la società concessionaria originale fallita, la denominazione precedente, così come qualsiasi accordo da essa stipulato, non aveva ormai più ragione di persistere.

### Il Sassuolo e il Mapei Stadium

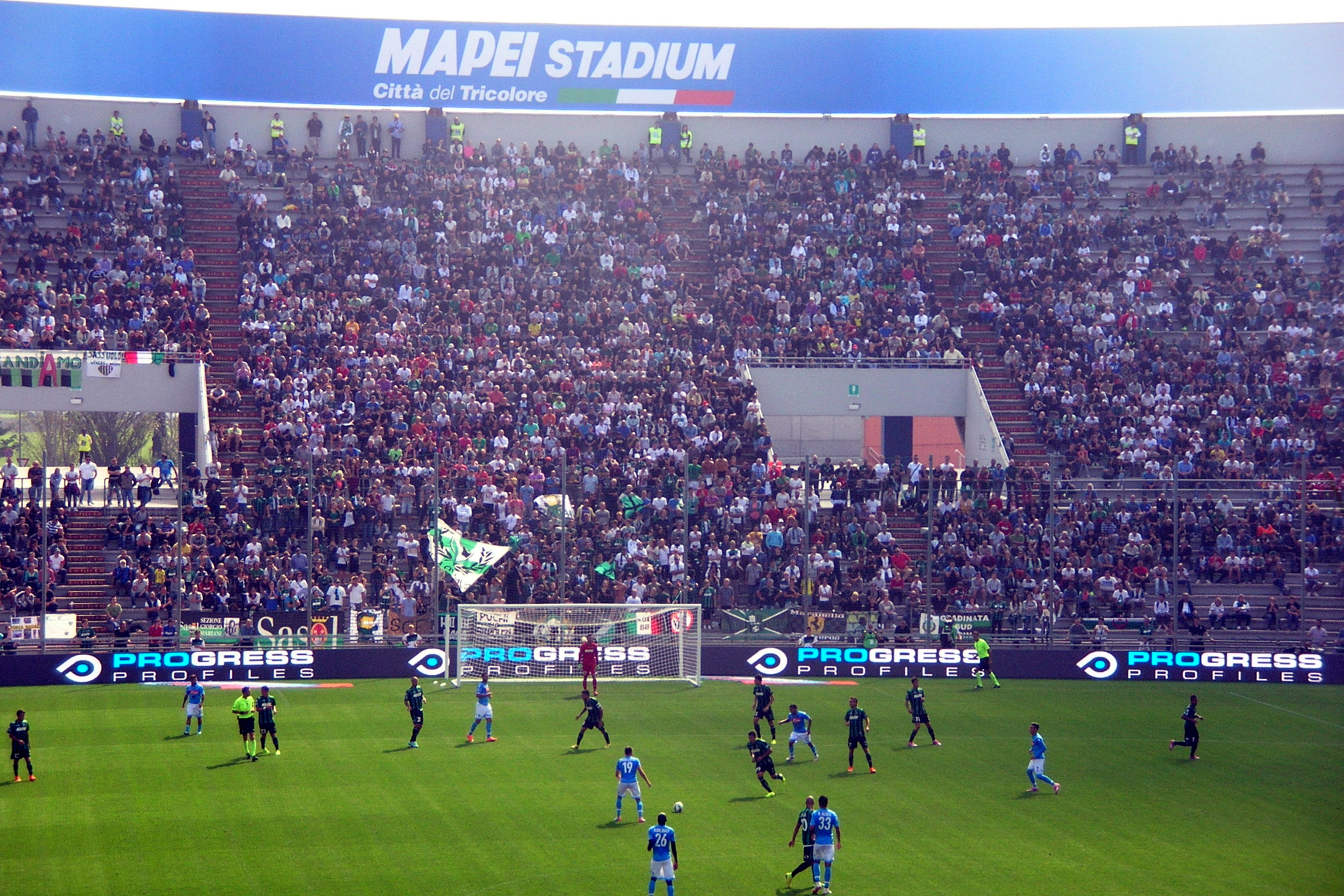
Lo stadio con le insegne Mapei nel 2014

A maggio 2013 il nuovo presidente della Reggiana, Alessandro Barilli, presentò un'offerta al curatore fallimentare che bandì una nuova asta per il successivo 5 dicembre.
Ad asta giudiziaria in corso il Sassuolo, neopromosso in Serie A 2013-14, prese in subaffitto per 850000 euro lo stadio, non disponendo di un impianto omologato per la massima serie; l'operazione fu finanziata parzialmente con la vendita di gruppi di posti in abbonamento (da 8 a 10) a prezzi variabili tra i 20 e 40000 euro a gruppo a stagione.
Nel settembre successivo fu approvata la richiesta congiunta di Reggiana e Sassuolo di ampliare la capienza dell'impianto a 23717.
A dicembre due soggetti presentarono offerte all'asta giudiziaria per l'acquisto del Città del Tricolore: la Football Properties, il cui capofila era il presidente della Reggiana Barilli, e la Mapei di Giorgio Squinzi, proprietario del Sassuolo; con 3750000 euro fu quest'ultima ad aggiudicarsi lo stadio, poi confermato in mancanza di rilanci.
Tra il 2013 e il 2016 lo stadio, al cui nome fu aggiunto nel frattempo il nome della ditta Mapei, fu sottoposto a opere di ristrutturazione che riguardarono soprattutto il riscaldamento del terreno di gioco, un ibrido di erba naturale e sintetica; lavori minori riguardarono la sostituzione degli arredi e il rifacimento delle zone ospitalità e gli spogliatoi.
La realizzazione delle opere fu commissionata agli studi Beltrami di Cremona (infrastrutture) e Castelli di Laveno-Mombello (manto erboso).
Il 12 agosto 2015, in occasione del trofeo precampionato TIM, allo stadio fu presentata in anteprima la tecnologia di porta, adottata in via sperimentale per ridurre il rischio di marcature fantasma; pochi mesi prima l'UEFA aveva assegnato all'impianto la finale della Women's Champions League 2015-16, a seguito di cui Mapei provvide a installare seggiolini sulle curve per adattarsi al regolamento UEFA che prevede solo posti a sedere.
Il 5 settembre 2017 lo stadio ospitò il terzo incontro internazionale della sua storia, una partita di qualificazione al campionato mondiale di calcio 2018 tra Italia e Israele, vinta 1-0 dagli Azzurri.
Nella stagione 2017-18 il Mapei Stadium fu affittato all'Atalanta per la disputa dei propri incontri europei.
Il club, infatti, pur proprietario dell'Atleti Azzurri d'Italia, lo stadio della propria città, non aveva ancora effettuato i lavori di adeguamento alle norme UEFA dell'impianto bergamasco; il canone fissato fu quello di 60000 euro a incontro da versare a Mapei.
Più recentemente, gli orobici hanno preso in affitto il Mapei Stadium per i loro ultimi due incontri interni (contro Genoa e, nella singolare situazione di disputare nel proprio impianto un incontro esterno, Sassuolo) del campionato di Serie A 2018-19.
Il 15 novembre 2020 tornò al Mapei il calcio internazionale, in occasione dell'ultimo turno interno dell'Italia in Nations League, benché a porte chiuse per via delle normative anti-assembramenti in contrasto alla pandemia di COVID-19: gli Azzurri batterono la Polonia per due reti a zero; nel 2021 fu utilizzato per organizzarvi due appuntamenti nazionali, entrambi con protagonista la Juventus: la Supercoppa italiana 2020 tenutasi il 20 gennaio, vinta dal club torinese battendo 2-0 il Napoli, e la finale di Coppa Italia 2020-21 in programma il 19 maggio successivo, che vide i bianconeri prevalere 2-1 sull'Atalanta.
Nel settembre successivo fu di nuovo la volta della nazionale che, nella sesta giornata delle qualificazioni europee al mondiale 2022, batté 5-0 la Lituania.
Dal punto di vista statistico, il Mapei è lo stadio italiano protagonista dell'esordio di un arbitro donna in Serie A, la livornese Maria Sole Ferrieri Caputi, direttrice di gara di Sassuolo – Salernitana del 2 ottobre 2022.

## Capienza e record d'affluenza
Alla stagione 2020-21 il Mapei Stadium consta di 21525 posti, tutti a sedere, così ripartiti:
- Tribuna autorità: 515
- Palchi (32 da 6 ciascuno): 192
- Tribuna stampa: 108
- Tribuna Ovest: 5137
- Tribuna Est: 6573
- Tribuna Sud: 5000
- Tribuna Nord (settore ospiti): 4000

In ragione della diminuita capacità dell'impianto a seguito della ristrutturazione di metà anni duemila il record assoluto di presenze risale ai primi anni di vita dello stadio con la Reggiana in Serie A: furono infatti 26224 gli spettatori (17302 paganti e 8922 abbonati) che assistettero all'incontro della squadra di casa contro la Juventus della prima giornata del campionato di Serie A 1996-97 che, per le statistiche, terminò 1-1 con goal di Christian Vieri per gli ospiti e di Sandro Tovalieri per i locali.
Il primato post-ristrutturazione è altresì appannaggio dell'incontro della quarta giornata del campionato di Serie A 2013-14: il 22 settembre 2013 22001 spettatori (14206 paganti e 7795 abbonati) assistettero alla vittoria fuori casa dell'Inter per 7-0 sul Sassuolo.
Il record per incontri extracalcistici appartiene invece al citato test match di rugby tra Italia e Pacific Islanders del 22 novembre 2008, che vide la presenza sugli spalti di 13595 spettatori.

## Incontri di rilievo

### Calcio
| Arbitro: | Katalin Kulcsár |

|                                          |                      |                                              |
| Popp 88’                                 | Marcatori            | 12’ Hegerberg                                |
| Popp Kerschowski Peter Fischer Bussaglia | Tiri di rigore 3 – 4 | Hegerberg Schelin Renard Mbock Bathy Kumagai |

| Arbitro: | Clément Turpin |

|                                 |           |  |
| Jorginho 27’ (rig.) Berardi 84’ | Marcatori |  |

### Rugby a 15
| Arbitro: | Wayne Barnes |

|                                     |      |                             |
| Ghiraldini 13’ Mauro Bergamasco 64’ | mt   | 2’, 37’ Delasau 39’ Ratuvou |
| Marcato 14’, 65’                    | tr   | 2’, 38’ Bai                 |
| Marcato 7’                          | c.p. | 18’, 42’ Bai                |